# Amy Carlson
Amy Carlson (Glen Ellyn, Illinois, 1968. július 7. –) amerikai színésznő.

## Élete és pályafutása
1968. július 7-én született. Egy fiú- és két lánytestvére van. Édesanyjának egy zeneboltja volt, édesapja útmutatótanácsadó volt. Idősebb nővére pedig beszédpszichológus volt.
1981-ben, 13 évesen családjával Ammánba költöztek egy évre. Miután hazatértek az Amerikai Egyesült Államokba, Amy a Knox Egyetemre járt. Amy jelenleg Manhattanben él. 2006-ban adott életet kislányának Lyla Forest-Butlernek, akinek édesapja Syd Butler.

## Filmszerepei
- 1992 Babe (The Babe)
- 1992 Öröklött hazugságok (Legacy of Lies)
- 1993 Eltűnt személyek (Missing Persons)
- 1998 Az Öböl-háború (Thanks of a Grateful Nation) – Tammy Boyer
- 2000 Harmadik műszak (Third Watch) – Alexandra "Alex" Taylor
- 2000 Ha a halak beszélni tudnának 2. (If These Walls Could Talk 2) – Michelle
- 2000 Falcone
- 2003 Vadnyugati bűnvadászok; sorozat (Peacemakers) – Katie Owen
- 2005 Winning Girls Through Psychie Mind Control – Kathy
- 2005 Esküdt ellenségek-Az utolsó szó jogán; sorozat (Law&Order:Trial by Jury) – Kelly Gaffney